# Pseudochaeta flavipalpis
Pseudochaeta flavipalpis là một loài ruồi trong họ Tachinidae.